# Anotylus inustus
Anotylus inustus är en skalbaggsart som först beskrevs av Johann Ludwig Christian Gravenhorst 1806.  Anotylus inustus ingår i släktet Anotylus, och familjen kortvingar. Arten är reproducerande i Sverige.